# Wenceslao Pedernera
Wenceslao Pedernera (1936-1976) est ouvrier dans les vignobles de Mendoza en Argentine, organisateur du mouvement rural catholique, collaborateur de l'évêque Enrique Angelelli. Il est assassiné pendant la dictature militaire. 
Reconnu martyr par l'Église catholique, il a été proclamé bienheureux le 27 avril 2019, à La Rioja, en Argentine, par le cardinal Giovanni Angelo Becciu.

## Biographie
Wenceslao Pedernera a été tué par quatre hommes masqués à son domicile Sañogasta le 25 juillet 1976. Il a été frappé de vingt balles devant sa femme, Coca, et ses trois filles Maria Rosa, Susana et Estela.

## Reconnaissance
Le 19 juillet 2010, Roberto Rodriguez, évêque de La Rioja annonçà son intention d'ouvrir, en décembre, le procès en béatification des pères Gabriel Longueville et Carlos de Dios Murias, assassinés durant la dictature militaire. L'évêque fait cette annonce lors d'un hommage rendu aux deux prêtres au cimetière d'El Chamical, où ils sont enterrés.
Rodriguez, qui souhaitait joindre à la cause celle de Wenceslao Pedernera, un laïc assassiné à la même époque, a annoncé qu'il chargerait le P. Angelo Paleri, postulateur général des franciscains conventuels, de mener le procès chargé d'examiner « la vie, les vertus, le martyre et la réputation des deux prêtres ».